# Barbu Solomon
Barbu Solomon (Geburtsname: Solomon Bernard Ițic; * 11. April 1904 in Burdujeni, Kreis Suceava; † 22. August 1965 in Bukarest) war ein Jurist, Diplomat und Politiker der Rumänischen Kommunistischen Partei PCR (Partidul Comunist Român), der unter anderem von 1948 bis 1949 Gesandter in Norwegen sowie zwischen 1962 und 1965 Vizepräsident des Obersten Gerichtshofes (Tribunalul Suprem) war.

## Leben
Der unter dem Geburtsnamen Solomon Bernard Ițic geborene Barbu Solomon stammte aus einer jüdischen Familie und begann 1924 nach dem Schulbesuch ein Studium der Rechtswissenschaften an der Juristischen Fakultät der Universität Bukarest, das er 1927 abschloss. Danach nahm er eine Tätigkeit als Rechtsanwalt auf. Nach dem Zweiten Weltkrieg und der Gründung der Volksrepublik Rumänien war er für den Wahlkreis Galați zwischen 1946 und 1948 Mitglied der Abgeordnetenkammer (Adunarea Deputaților). Am 5. Februar 1948 wurde er Bevollmächtigter Gesandter in Norwegen und behielt diesen diplomatischen Posten bis 1949.
Nach dem Zusammenschluss der Sozialdemokratischen Partei PSD (Partidul Social Democrat) mit der Kommunistischen Partei PCdR (Partidul Comunist din România) zur Rumänischen Arbeiterpartei PMR (Partidul Muncitoresc Român) trat er am 21. Februar 1948 der PMR bei. Auf dem Sechsten Parteitag der PMR (21. bis 23. Februar 1948) wurde er zugleich Mitglied des Zentralkomitees (ZK) der PMR und gehörte diesem Gremium bis zu seinem Tode am 22. August 1965 an. Am 27. Juni 1956 wurde er zunächst Richter und war zuletzt vom 29. März 1962 bis zu seinem Tode Vizepräsident des Obersten Gerichtshofes (Tribunalul Suprem). 1957 wurde er zudem Mitglied der Großen Nationalversammlung (Marea Adunare Națională) und vertrat in dieser ebenfalls bis zu seinem Tode den Wahlkreis Berești. Für seine Verdienste wurde er 1964 mit dem „Orden der Arbeit Erster Klasse“ (Ordinul Muncii), dem „Stern der Volksrepublik Rumänien Dritter Klasse“ (Ordinul Steaua Republicii Populare Române) sowie dem „Orden 23. August Vierter Klasse“ (Ordinul 23. August) ausgezeichnet.